# Anguiano
Anguiano község Spanyolországban, La Rioja autonóm közösségben. Anguiano Brieva de Cameros, Ventrosa, Viniegra de Abajo, Mansilla de la Sierra, San Millán de la Cogolla, Tobía, Matute, Bobadilla, Pedroso, Torrecilla en Cameros, Nieva de Cameros és El Rasillo de Cameros községekkel határos. Lakosainak száma 488 fő (2024).

## Nevezetességek
- Szent András-templom (késő gótikus)

## Népesség
A település népessége az elmúlt években az alábbi módon változott:
| Lakosok száma | 568  | 540  | 535  | 542  | 546  | 545  | 506  | 497  | 524  | 488  |
|               | 2001 | 2004 | 2007 | 2009 | 2012 | 2014 | 2017 | 2019 | 2022 | 2024 |